# Andrea Arnaboldi
Andrea Arnaboldi (Milaan, 27 december 1987) is een Italiaanse tennisser. Hij heeft nog geen ATP-toernooi gewonnen. Wel deed hij mee aan Grandslamtoernooien. Hij heeft twee challengers in het dubbelspel op zijn naam staan.

## Palmares dubbelspel
| Nr.                              | Datum           | Toernooi | Ondergrond    | Partner        | Tegenstanders in finale         | Score               |
| -------------------------------- | --------------- | -------- | ------------- | -------------- | ------------------------------- | ------------------- |
| Gewonnen challengers herendubbel |                 |          |               |                |                                 |                     |
| 1.                               | 20 april 2015   | Vercelli | Gravel        | Hans Podlipnik | Sergey Betov Michail Jelgin     | 6-7(5), 7-5, [10-3] |
| 2.                               | 18 oktober 2015 | Rennes   | Hardcourt (I) | Antonio Šančić | Wesley Koolhof Matwé Middelkoop | 6-4, 2-6, [14-12]   |

## Resultaten grandslamtoernooien
| Legenda | Legenda                          |
| ------- | -------------------------------- |
| g.t.    | geen toernooi gehouden           |
| l.c.    | lagere categorie                 |
| –       | niet deelgenomen                 |
| G       | uitgeschakeld in de groepsfase   |
| 1R      | uitgeschakeld in de eerste ronde |
| 2R      | uitgeschakeld in de tweede ronde |
| 3R      | uitgeschakeld in de derde ronde  |
| 4R      | uitgeschakeld in de vierde ronde |
| KF      | uitgeschakeld in de kwartfinale  |
| HF      | uitgeschakeld in de halve finale |
| F       | de finale verloren               |
| W       | het toernooi gewonnen            |
| w-v     | winst/verlies-balans             |

### Enkelspel
| Grandslamtoernooien   |      |      |      |
| Australian Open       | –    | –    | –    |
| Roland Garros         | 1R   | 2R   | –    |
| Wimbledon             | –    | –    | 1R   |
| US Open               | –    | –    |      |
| ATP World Tour Finals |      |      |      |
| ATP World Tour Finals | –    | –    |      |
| ATP Masters 1000      |      |      |      |
| Indian Wells          | –    | –    | –    |
| Miami                 | –    | –    | –    |
| Monte Carlo           | –    | –    | –    |
| Madrid                | –    | –    | –    |
| Rome                  | –    | 1R   | –    |
| Montreal/Toronto      | –    | –    |      |
| Cincinnati            | –    | –    |      |
| Shanghai              | –    | –    |      |
| Parijs                | –    | –    |      |
| Olympische Spelen     |      |      |      |
| Olympische Spelen     | g.t. | g.t. | g.t. |
| Statistieken          |      |      |      |
| Totaal aantal titels  | 0    | 0    | 0    |
| Eindejaarsranking     | 180  | 158  |      |

### Dubbelspel
| Grandslamtoernooien   |     |
| Australian Open       | –   |
| Roland Garros         | –   |
| Wimbledon             | –   |
| US Open               | –   |
| ATP World Tour Finals |     |
| ATP World Tour Finals | –   |
| ATP Masters 1000      |     |
| Indian Wells          | –   |
| Miami                 | –   |
| Monte Carlo           | –   |
| Madrid                | –   |
| Rome                  | 1R  |
| Montreal/Toronto      | –   |
| Cincinnati            | –   |
| Shanghai              | –   |
| Parijs                | –   |
| Olympische Spelen     |     |
| Olympische Spelen     | –   |
| Statistieken          |     |
| Totaal aantal titels  | 0   |
| Eindejaarsranking     | 193 |